# Pristoceraea albigutta
Pristoceraea albigutta là một loài bướm đêm trong họ Noctuidae.